# Tersilochus saltator
Tersilochus saltator là một loài tò vò trong họ Ichneumonidae.